# ویل رایان
ویل رایان (به انگلیسی: Will Ryan) (۲۱ مه ۱۹۴۹ – ۱۹ نوامبر ۲۰۲۱) یک صداپیشه، خواننده، و بازیگر اهل ایالات متحده آمریکا بود.
از فیلم‌ها یا برنامه‌های تلویزیونی که وی در آن نقش داشته‌است می‌توان به راک-ای-دودل و لونی تونز اشاره کرد.